# 高橋洋平
高橋 洋平（たかはし ようへい、1971年12月1日 - ）は、オーストラリア出身の映像作家。東京都立九段高校卒業。
『Break Out』や『FUTURE TRACKS』などの音楽番組のディレクターを経て、2005年映画監督デビュー。
2002年サマーソニックで番組総合演出を担当する。
数多くのミュージック・ビデオ、CMを手がけ、2007年のドラマ「戦場のガールズライフ」では、全20話を監督。
監督をしたほぼ全ての作品で、脚本、編集を手がけている。
SellDVD、企業VP、大型イベント映像など、多ジャンルにわたって活動している。
名刺の肩書きは映像作家（エイゾウサッカー）となっているらしい（映画『石の降る丘』監督インタビューより）。
また、アルバム全曲ミュージックビデオなど、新しい試みにも挑戦している。

## 監督・演出

### 映画
- 8.1（ハッテンイチ、2005、脚本も担当）
- 石の降る丘（2011、脚本も担当）[3]

### ドラマ
- 戦場のガールズライフ（2007、BSフジ、ホームドラマチャンネル、脚本も共同で担当）
- プリンセス・プリンセスD（2006、テレビ朝日、オープニング映像演出）
- 少女と人魚（2013、2015、NHK、出演：清水くるみ、田中要次、田久保宗稔）[4]

### ミュージックビデオ
- AN-J/Stay for me tonight
- BY PHAR THE DOPEST/切り札のカード
- DUSTZ/Future、他
- EMPTY SLOW/Just Before The Would Ends
- KICK THE CAN CREW/タカオニ、カンケリ
- LITTLE/いいの
- L'luvia/SLEEPING PRINCESS～眠れる森の君～
- m-flo/The Way We Were
- Miracle Vell Magic/Serendip
- POTSHOT/ホネホネロック
- Sleep My Dear/Dear&Hate、Rain & Reason
- TANAKA ALICE/PARTY LIKE U、DON'T STOP、The Pirate Song
- 阿部真央/キレイな唄(SSTV EDITION)
- 今井清隆/Heaven's Voice
- 大河元気/KITE
- 岡本真夜/君だけのStory
- 加護亜依/no hesitAtIon
- 加藤和樹/Vampire、Faith、欲情-libido-、灼熱フィンガーでFEVER!、あいことば
- 鎌苅健太/果てしなく澄み渡る空の向こう目指して、他
- 喜多村英梨/つよがり
- 佐藤健/YES!、他
- ダンス☆マン/ワンBOXのオーナー、接吻のテーマ、 “ドーム3コ分”ってどのくらい？、漢字読めるけど書けない、恋と愛の天国、JAZZ SOUL FANK、他
- 露崎春女/wish
- 傳田真央/あなたとふたりで
- 中河内雅貴/僕がいる、Your Story、Shooting Star、君は僕の太陽、走り出す時、Sing Away、ANEMONE
- 中村ジョー/想像が現実を、甘い熱
- 中村優一/幸せの予感、他
- 西田ひかる/Just Lovin'（笑顔の種）
- リンドバーグ/you were there
- 平原綾香/NOT A LOVE SONG、スマイル スマイル、Shine -未来へかざす火のように-、Auld Lang Syne〜蛍の光〜、Don’t give it up、LOVE、LOVE 2、はじめまして、Save Your Life
- 藤田玲/Raindrops、他
- 古川雄大/Starting Days、SUNDAY、“I”、All Day Long、カコノ空、未来ノボク
- 真琴つばさ/wild flower
- 安田レイ/Classy
- 渡瀬マキ/色々iroiro、他

### CF等
- Wrist Audio Player/CASIO
- ポケメロ/JOYSOUND
- ドラゼミ/小学館集英社プロダクション
- ルミネエスト公式MOVIEシリーズ（2015/2016/2017）/ルミネ
- ジャポニカ学習帳、くれよんえんぴつ、 ポケットモンスター学習帳/ショウワノート
- ワクワク新学期シリーズ ワンピース、 妖怪ウォッチ、 ドラゴンボール、ポケットモンスター、リルリルフェアリル、プリティーリズム、アイカツ!、ぼんぼんりぼん、イナズマイレブン、ジュエルペット、メタルファイト ベイブレード、しゅごキャラ!、極上!!めちゃモテ委員長他多数/ショウワノート
- キャラレタ 妖怪ウォッチ、アイカツ!、ポケットモンスター、モフ☆モフ/ショウワノート
- ジャポニカフレンド/ショウワノート
- はじめてのトミカ/タカラトミー
- コーポレートCM/AT-X
- Bee TV/エイベックス通信放送
- ANA’s Magic/全日本空輸
- ANAトラベルナビゲーター/全日本空輸
- サンリオキャラクターえほん/KADOKAWA
- シーラボTV/ドクターシーラボ
- SoftBank 007SH ~My Smart Phone Life~ /ソフトバンク
- ビューンイメージCM/株式会社ビューン
- 魔法のオーケストラ/学研ステイフル
- ワールドアイ/学研
- CandyDoll 益若つばさ/T-Garden inc/

他多数

### Sell DVD＆Blu-ray
- 叶姉妹/LOVE&BEAUTY1 Make Love、LOVE&BEAUTY2 KISSING、LOVE&BEAUTY3 Loving、FABULOUS MAX、Kyoko's Eyes MIRAGE、SUPER BEAUTY、SUPER BEAUTY III SEXY DIET EXERCISE with POLE DANCE 、叶美香 SWEET GODDESS、fabulous beauty “kyoko kano”、他
- 藤原美智子/Beauty Magic
- 宇崎竜童/文楽人形 曽根崎心中 ROCK
- イッセー尾形/ベストコレクション2005
- X JAPAN/Virtual Shock 001
- SUPER BELL''Z/アイアンテクノ
- m-flo/TUNNNEL VISION
- ダンス☆マン/MIRRORBALLISMOVIE
- 上妻宏光/AGATSUMA LIFE
- 白川みなみ/bLuE
- 阿部美穂子/SAPPHIRE
- ROUAGE/Tour理想郷Final
- プリンセス・プリンセスD/キャラクターイメージDVD Vol.1〜4
- 中河内雅貴/Stand Up!!!、Cheers!!!
- 古川雄大/FULL COLOR VARiATiON
- 加藤和樹/FIVE-inside of K-（アーティストブック）
- PATI NIGHT EPISODE03/ししとう with 加藤和樹、 古川雄大、 ON/OFF、 中河内雅貴、Kimeru、高橋直純
- CLOUD/running up that hill
- 後藤真希/G-Emotion FINAL～for you～
- 平原綾香/CONCERT TOUR 2011〜LOVE STORY〜、Concert Tour 2012 ～ドキッ！～
- 西田ひかる/25th ANNIVERSARY～“TAKARABAKO”

他多数

### 番組

#### ディレクター
- Break Out（テレビ朝日系）
- FUTURE TRACKS（テレビ朝日系）
- D's Garage21（テレビ朝日系）
- 窪塚洋介ネイティブ・アメリカン紀行（TBS系）

#### 総合演出

##### レギュラー
- MUSIC INDEX Hi-Vision STUDIO LIVE（BSフジ）
- 密着!音楽空間（テレビ東京）
- おとぼ家の夜（TOKYO MX）
- ピポンザABC！（キッズステーション、TOKYO MX、他）
- えいごのおはなしCBeebies！（キッズステーション）
- ABCブロッコリ！（キッズステーション、TOKYO MX、他）
- 恐竜くんの 地球だいすき！ダイナソー（キッズステーション、TOKYO MX、他）
- 藤田玲の#カモマイームチャブリすごろくバラエティー（tvk、TOKYO MX、他）

##### 不定期
- COLLECTION STYLE出演者 - 中野裕太、May J.、ほしのあき、山本舞衣子（日本テレビ）

##### 特番
- サマーソニック2002（フジテレビ系）
- 平原綾香CONCERT TOUR 2011 ～LOVE STORY～（WOWOW）
- Collabo Infinity 出演者 - misono、鈴木亜美、hiroko from mihimaru GT、大石参月、MC：U.K.ナレーター：園崎未恵（関西テレビ）
- Collabo Infinity2 出演者 - 藤井リナ、平山あや、ほしのあき、 安田美沙子、大野拓朗、MC：田久保宗稔、ナレーター：園崎未恵（関西テレビ、東海テレビ、MXTV）
- ジョントラブッタショー 出演者 -ダンス☆マン、阿部美穂子（中京テレビ）